# Никодим (имя)
Никоди́м (греч. Νικόδημος —  «побеждающий народ») — мужское имя греческого происхождения; по буквальному смыслу греческого оригинала семантически тождественно имени Николай. В России используется как монашеское и среди старообрядцев.
Существует производная фамилия: Никодимов.
Согласно другой версии Никоди́м (ивр. נקדימון‎ —  «переосмысление») — мужское имя еврейского происхождения. Но в написании имени на русском языке больше подходит греческая этимология имени.